# هارولد ماكجرو جونيور
هارولد ماكجرو جونيور (بالإنجليزية: Harold McGraw, Jr.)‏ هو ناشر أمريكي، ولد في 10 يناير 1918 في نيويورك في الولايات المتحدة، وتوفي في 24 مارس 2010.